# Одед Леопольд
Одед Леопольд (нар. 13 вересня 1974, м. Хайфа, Ізраїль) — ізраїльський актор, який став відомим після участі у фільмі «Пузир» та ролі в драматичному серіалі «Квартет Рана» каналу «Yes».

## Життєпис
Народився у Хайфі, був другою дитиною в сім'ї з чотирьох осіб. Батько – страховий агент та моряк. Леопольд служив в Армії оборони Ізраїлю на флоті. Пізніше, протягом трьох років вивчав акторську майстерність у Бейт-Цві, після чого переїхав до Тель-Авіву.

## Театр
У жовтні 1999 року брав участь у спільній ізраїльсько-німецькій постановці п'єси «Сон літньої ночі» Вільяма Шекспіра, представленій у Сіоністському домі Америки. Грав у театрі «Бібліотека» у виставі «Троянської війни не буде» Жана Жироду та у мюзиклі «Брати по крові» Віллі Рассела. Згодом – у театрі «Беер-Шева» під керівництвом Гаді Інбара у виставі «Скляний звіринець» Теннессі Вільямса. Виступав у театрі «Камері» у виставах «Король Лір», «Як вам це сподобається» та «Гамлет» за Шекспіром, в «Овеча Криниця» Лопе де Веги та у «Бенкеті» Девіда Олдріджа за датським кіносценарієм, режисера Ханан Снір. Також отримав роль молодого Іцхака Рабина у мюзиклі «Той, хто мріяв» Гаді Інбара.
З 2012 року грає у виставі «Гетто» у театрі «Камері». З 2011 року зайнятий у виставі «Щасливий кінець» Анат Гов у ролі лікаря, який переймається дилемою продовження життя та якості життя хворого на рак. З 2017 року грає у виставі «Три сестри» Антона Чехова у спільній постановці театрів Камері та Хабіма у ролі Солоного.
З 2019 року грає у виставі «Вагітність» Едни Мазії у режисури Омрі Ніцана в театрі Камері у ролі Ідо. З 2022-го – у театрі Габіма у виставах «Що таке подорож» та «Єнтл». З 2023 року – у театрі Габіма у виставі «Реклама». З листопада 2024 року виконує роль Роберта Дедлі у виставі «Марія Стюарт» у театрі Габіма.

## Телебачення
Першою роллю на телебаченні для Леопольда став серіалі «Крила» (2002), який транслювався на Першому каналі. Того ж року він взяв участь у запрошеній ролі у молодіжному серіалі «Хороші хлопці», який транслювався на Дитячому каналі.
Зіграв Шея у теленовеллі «Підбір» (2005), яка транслювалася на 10 каналі; у проєктах на «Yes»: у щоденній драмі «Наша пісня» (2007), та серіалі «Можливо, цього разу». Далі була роль Рама Сегева у третьому сезоні теленовелли «Наша пісня» (2007), персонаж Ейтана Рана у драматичному серіалі «Квартет Рана» (2008 та 2010 роки). Зіграв Авнера Бен Гура у серіалі «Гірошім Нарфаїм». Брав участь у підлітковому драматичному серіалі «Північна зірка» (2015), вів ігрове шоу «Телефон» (2009), у другому сезоні драматичного серіалу «Мертвий за мить» (2017), серіалі «День, коли Земля струснулася» (2019). 2020 року взяв участь у другому сезоні «Tag», де зіграв батька Нетти Коулман; у реаліті-шоу Ninja Israel у VIP-секції; у другому сезоні «Juda». Зіграв Амоса Вайсберга у серіалі «Особливий» (2022); «Рафаеля», заступника керівника Моссаду у серіалі «Фауда» (2022); Еріка Франко у молодіжному серіалі «Пол Спід» (2023).

## Кіно
2003 року зіграв поліцейського у драматичному фільмі «Стати зіркою» режисера Арнона Цадока. Брав участь у фільмах «Пузир» режисерів Гал Очовскі та Ейтана Фокса (2006), «Нозат Ель-Фуад» режисера Єгуди Джада Неемана (2006) та «Фільм мандрівників» режисерів Девіда Дарзі та Мааяна Рогеля (2006). У 2009 році зіграв у фільмі «Холодні ноги» режисера Дорона Ерана.
2011 року знявся у фільмі Дорона Ерана «Танучи під дощем», що надало йому значної популярності. 2013-го зіграв у фільмі «Райський круїз» разом з Озом Захаві, Гілем ДеСіано Бітоном та Елі Альтоніо – фільм є спільним ізраїльсько-німецько-французьким виробництвом.
Протягом 2015 року вийшли три фільми за його участі: фентезі для дітей «Аболла» (реж. Йоні Геви); драма «Паперове весілля» (реж. Ніцана Гіладі) та драма «Надія – тимчасове ім'я» (реж. Това Ашера). 2019 року зіграв головну роль у фільмі «15 років», за участь в якому отримав нагороду Найкраща чоловіча роль Міжнародного кінофестиваль «Gaya».
Зіграв у багатьох студентських фільмах, зокрема «Батько-птах» (2009), «Приплив» (2011), «Секс-лялька» (2012), «Велика свобода» (2012), «Паркування в тіні» (2013), «Шніцель» (2014), «День весілля Елли» (2014), «Вбивця нервів» (2015).